# Biografielijst Du

## Dua
- Vera Dua (1952), Vlaams politica
- Fabio Duarte (1986), Colombiaans wielrenner
- Juan Pablo Duarte (1813-1876), politicus uit de Dominicaanse republiek
- Laros Duarte (1997), Nederlands voetballer
- Leonora Duarte (1610-1678), Vlaams componiste en muzikante
- Lerin Duarte (1990), Nederlands voetballer
- Óscar Duarte (1989), Costa Ricaans voetballer

## Dub

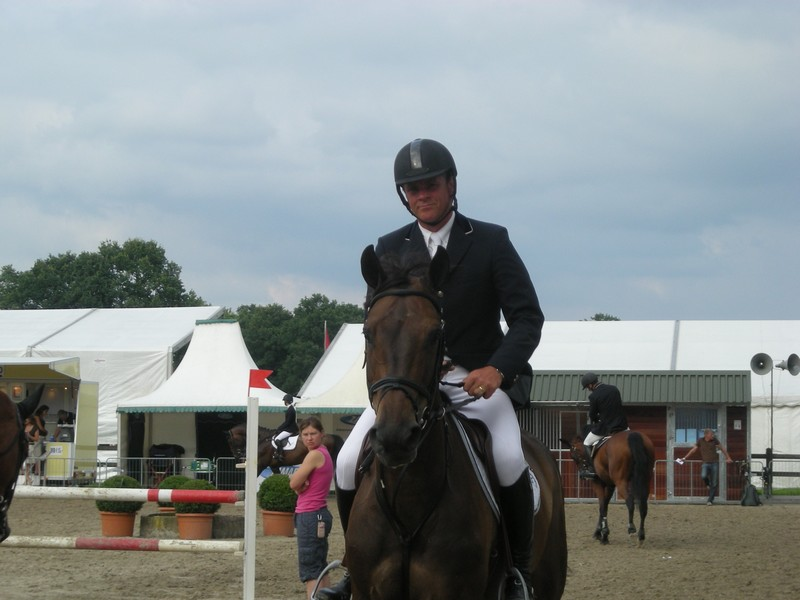
Jeroen Dubbeldam

- Wendy Dubbeld (1981), Nederlands fotomodel en presentatrice
- Jeroen Dubbeldam (1973), Nederlands springruiter
- Linda Dubbeldeman (1964), Nederlands actrice en fotomodel
- Alexander Dubček (1921-1992), Slowaaks politicus
- Glody Dube (1978), Botswaans atleet
- Jessica Dubé (1987), Canadees kunstschaatsster
- Rodolfo Dubó (1953), Chileens voetballer
- Eugène Dubois (1858-1940), Nederlands arts en antropoloog
- Ferdinand du Bois, dit van den Bossche (1781-1829), Zuid-Nederlands edelman
- Ja'net DuBois (1945), Amerikaans actrice, zangeres en songwriter
- Hugues Duboscq (1981), Frans zwemmer
- Peter Dubovský (1972-2000), Slowaaks voetballer
- Kaspars Dubra (1990), Lets voetballer
- Jacques Dubrœucq (ca.1505-1584), Zuid-Nederlands beeldhouwer en architect
- Jean Dubuffet (1901-1985), Frans kunstenaar

## Duc

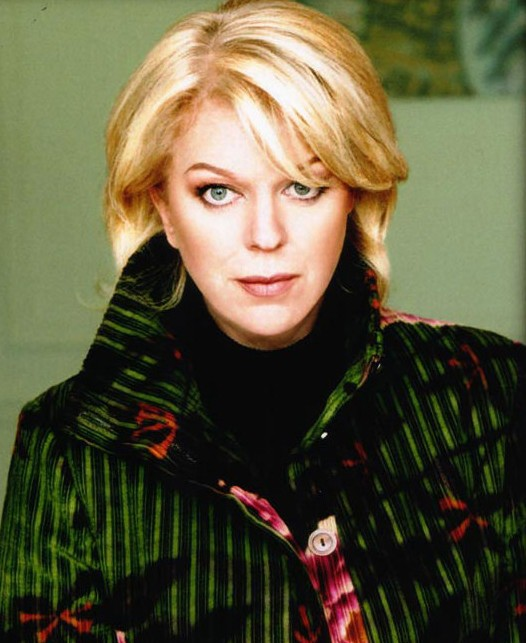
Anne Ducros

- Daniel Ducarme (1954-2010), Belgisch politicus
- Alex Ducas (2000), Australisch basketballer
- Lieve Ducatteeuw (1949), Belgisch atlete
- Gaston Duchamp (1875-1963), Frans schilder
- Marcel Duchamp (1887-1968), Frans kunstenaar
- Raymond Duchamp-Villon (1876-1918), Frans beeldhouwer
- André-Paul Duchâteau (1925-2020), Belgisch stripauteur en scenarioschrijver
- Ernest Duchateau (1858-1934), Belgisch notaris en politicus
- Fons Duchateau (1972), Belgisch politicus
- Hugo Duchateau (1938), Belgisch kunstenaar
- Jarne Duchateau (1996), Belgisch atleet
- Kim Duchateau (1968), Belgisch stripauteur en cartoonist
- Mien Duchateau (1904-1999), Nederlands atlete
- Myriam Duchâteau (1961), Belgisch atlete
- Netta Duchâteau (1910-1994), Belgisch actrice en model
- Tony Duchateau (1955), Belgisch atleet
- Roland Duchâtelet (1946), Vlaams ondernemer, politicus en sportbestuurder
- Guillaume Duchenne (1806-1875), Frans neuroloog
- Isabelle Duchesnay (1963), Canadees-Frans kunstschaatsster
- Paul Duchesnay (1961), Canadees-Frans kunstschaatser
- Alexandre Duchesne (1880-1967), Belgisch politicus en vakbondsbestuurder
- André Duchesne (1553-1610), Henegouws geestelijke
- Antoine Duchesne (1991), Canadees wielrenner
- Antoine Nicolas Duchesne (1747-1827), Frans botanicus
- Eric Duchesne (?), Belgisch advocaat en politicus
- Marjan Duchesne (1978), Belgisch presentatrice
- Mathieu Alexandre Duchesne (1880-1967), Belgisch politicus
- Paul Ducheyne (1925-2011), Belgisch voetbalvoorzitter
- Adolf Duclos (1841-1925), Vlaams priester en schrijver
- Helmuth Duckadam (1959-2024), Roemeens voetballer
- Adolpho Ducke (1876-1959), Braziliaans botanicus, entomoloog en etnoloog
- Eugen Dücker (1841-1916), Baltisch-Duits kunstschilder
- Harold Dückers (1968), Nederlands fotomodel en acteur
- Anne Ducros (1959), Frans zangeres
- Maarten Ducrot (1958), Nederlands wielrenner en verslaggever

## Dud
- Andrzej Duda (1972), Pools politicus
- Rafael Dudamel (1973), Venezolaans voetballer
- Mihail Dudaš (1989), Servisch atleet
- Mark Dudbridge (1973), Engels darter
- William Duddell (1872-1917), Brits natuurkundige en uitvinder
- Dudo van Laurenburg († vóór 1124), graaf van Laurenburg (1093–1117)
- Walty Dudok van Heel (1958-2009), Nederlands kunstschilder
- Willem Dudok (1884-1974), Nederlands architect
- Leonard Corneille (Kees) Dudok de Wit (1843-1913), Nederlands excentriekeling, wandelaar en filantroop
- Michael Dudok de Wit (1953), Nederlands animator, filmregisseur en illustrator
- Aleksei Dudukalo (1976), Russisch autocoureur

## Duf
- Freda Du Faur (1882-1935), Australisch alpinist
- Charles du Fay (1698–1739), Frans scheikundige en parktoezichthouder
- Guillaume Dufay (1400-1474), Zuid-Nederlands musicus
- Joshua Dufek (2004), Oostenrijks-Zwitsers autocoureur
- Damien Duff (1979), Iers voetballer
- Haylie Duff (1985), Amerikaans actrice en zangeres, zus van Hilary Duff
- Hilary Duff (1987), Amerikaans actrice en zangeres, zus van Haylie Duff
- John Duff (1895-1958), Canadees autocoureur
- Carol Ann Duffy (1955), Brits dichteres en toneelschrijver
- Patrick Duffy (1949), Amerikaans acteur
- Thomas F. Duffy (1955), Amerikaans acteur
- Irina Dufour (1978), Belgisch atlete
- Chloé Dufour-Lapointe (1991), Canadees freestyleskiester
- Justine Dufour-Lapointe (1994), Canadees freestyleskiester
- Jean Dufresne (1829-1893), Duits schaakmeester en auteur

## Dug
- Shefali Razdan Duggal (1971), Amerikaans activiste en diplomate

## Duh
- Meagan Duhamel (1985), Canadees kunstschaatsster
- Miguel Duhamel (1967), Canadees motorcoureur

## Dui
- Ben Duijker (1903-1990), Nederlands wielrenner
- Henk den Duijn (1946-2024), Nederlands burgemeester
- Frans van Duijn (1963), Nederlands schrijver en journalist
- Jaap van Duijn (1920-1982), Nederlands dwangarbeider
- Jaap van Duijn (1943), Nederlands beleggingsexpert
- Sander van Duijn (1984), Nederlands golfprofessional
- Hilbert van der Duim (1957) Nederlands schaatser
- André van Duin (1947), Nederlands komiek (Adriaan Kyvon)
- Ton van Duinhoven (1921-2010), Nederlands acteur en journalist
- Gretta Duisenberg (1942), Nederlands activiste
- Wim Duisenberg (1935-2005), Nederlands politicus en bankier
- Hans Duistermaat (1942-2010), Nederlands wiskundige
- Adri Duivesteijn (1950-2023), Nederlands politicus

## Duj
- Willy Dujardin (onbekend), Belgisch atleet
- Mate Dujilo (1982), Kroatisch voetballer
- Tomislav Dujmović (1981), Kroatisch voetballer
- Julia Dujmovits (1987), Oostenrijks snowboardster

## Duk
- Wierd Duk (1959), Nederlands journalist en historicus
- Michael Dukakis (1933), Amerikaans politicus
- Olympia Dukakis (1931-2021), Amerikaans actrice
- Paul Dukas (1865-1935), Frans componist
- Geoff Duke (1923), Brits motor- en autocoureur
- George Duke (1946–2013), Amerikaans componist en toetsenist
- Hailey Duke (1985), Amerikaans alpineskiester
- Patty Duke (1946), Amerikaans actrice
- David Dukes (1945-2000), Amerikaans acteur
- Martins Dukurs (1984), Lets skeletonracer
- Tomass Dukurs (1981), Lets skeletonracer

## Dul
- Caitlin Dulany (1967), Amerikaans actrice
- Renato Dulbecco (1914-2012), Italiaans viroloog
- Kutre Dulecha (1978), Ethiopisch atlete
- Sophia Duleep Singh (1876-1948), Brits suffragette
- Candy Dulfer (1969), Nederlands saxofoniste
- Hans Dulfer (1940), Nederlands saxofonist
- Alexandra Dulgheru (1989), Roemeens tennisster
- Jean Dulieu (Jan van Oort) (1921-2006), Nederlands striptekenaar/-schrijver
- Michel den Dulk (1979), Nederlands vormgever
- Inez van Dullemen (1925-2021), Nederlands schrijfster
- Nout van Dullemen (1892-1973), Nederlands rechtsgeleerde en openbaar aanklager
- Willy Dullens (1945-2024), Nederlands voetballer
- Boet van Dulmen (1948-2021), Nederlands motorcoureur
- Charles Dullin (1885-1949), Frans acteur, producer en regisseur
- Erasmus Bernardus van Dulmen Krumpelman (1832-1909), Nederlands beeldend kunstenaar

## Dum

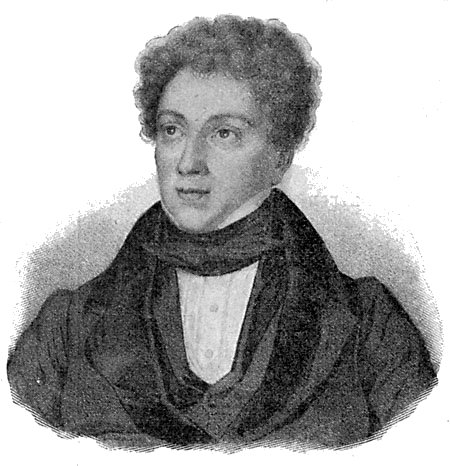
Alexandre Dumas

- Christian Duma (1982), Duits atleet
- Laurent Dumais (1996), Canadees freestyleskiër
- Kaat Dumarey (1999), Belgisch acrogymnaste
- Alexandre Dumas (1802-1870), Frans schrijver
- Charles Dumas (1937-2004), Amerikaans atleet
- Maurice Dumas (1878-1937), Nederlands zanger en komiek
- Roger Dumas (1932-2016), Frans acteur
- Daphné Dumery (1974), Belgisch politica
- Joris Dumery (1715-1787), Zuid-Nederlands muziekinstrumentbouwer en klokkengieter
- Daniel Dumile (1971-2020), Brits-Amerikaans hiphopartiest
- Maria Magdalena Dumitrache (1977), Roemeens roeister
- Alina Dumitru (1982), Roemeens judoka
- Daniela Dumitru (1987), Roemeens langebaanschaatsster
- Geoffrey Dummer (1909-2002), Brits elektrotechnicus
- Alphonse Dumon (1842-1923), Belgisch ondernemer en politicus
- Andrée Dumon (1922-2025), Belgisch verzetsstrijdster
- Auguste Dumon (1819-1892), Belgisch politicus
- Augustin Dumon (1791-1852), Frans-Belgisch industrieel, diplomaat en politicus
- Emile Dumon (1862-1948), Belgisch arts en Vlaams activist
- Frédéric Dumon (1912-2000), Belgisch magistraat en hoogleraar
- Henri Dumon (1820-1889), Belgisch industrieel en politicus
- Jan Dumon (1942), Belgisch priester
- Johnny Dumon (1946), Belgisch atleet
- Monika Dumon (1959), Belgisch actrice
- Wilfried Dumon (1930-2014), Belgisch priester
- Willem Dumon (1770-1828), Nederlands politicus
- Yves-Jean du Monceau de Bergendal (1922-2013), Belgisch politicus en ondernemer
- André Dumont (1847-1920), Belgisch geoloog en mijnbouwkundige
- André Hubert Dumont (1809-1857), Belgisch geoloog
- Guillaume Dumont (1787-1855), Zuid-Nederlands politicus
- Joseph Jonas Dumont (1811-1859), Belgisch-Duits architect
- Lucas Christiaan Dumont (1865-1935), Nederlands architect
- Paul Dumont (1947), Belgisch atleet
- Simon Dumont (1986), Amerikaans freestyleskiër
- Sofie Dumont (1974), Belgisch chef-kok
- Stéphane Dumont (1982), Frans voetballer
- Bibi Dumon Tak (1964), Nederlands schrijfster
- Pieter Dumon Tak (1867-1943), Nederlands politicus
- Michel Dumontier (1975), Canadees biochemicus en informaticus
- Valère Dumortier (1848-1903), Belgisch architect
- Samuel Dumoulin (1980), Frans wielrenner

## Dun

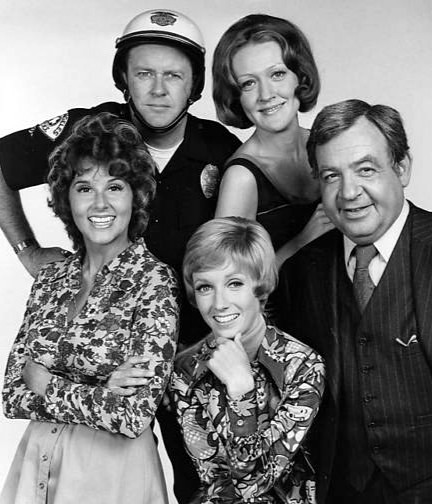
Sandy Duncan (midden), 1972

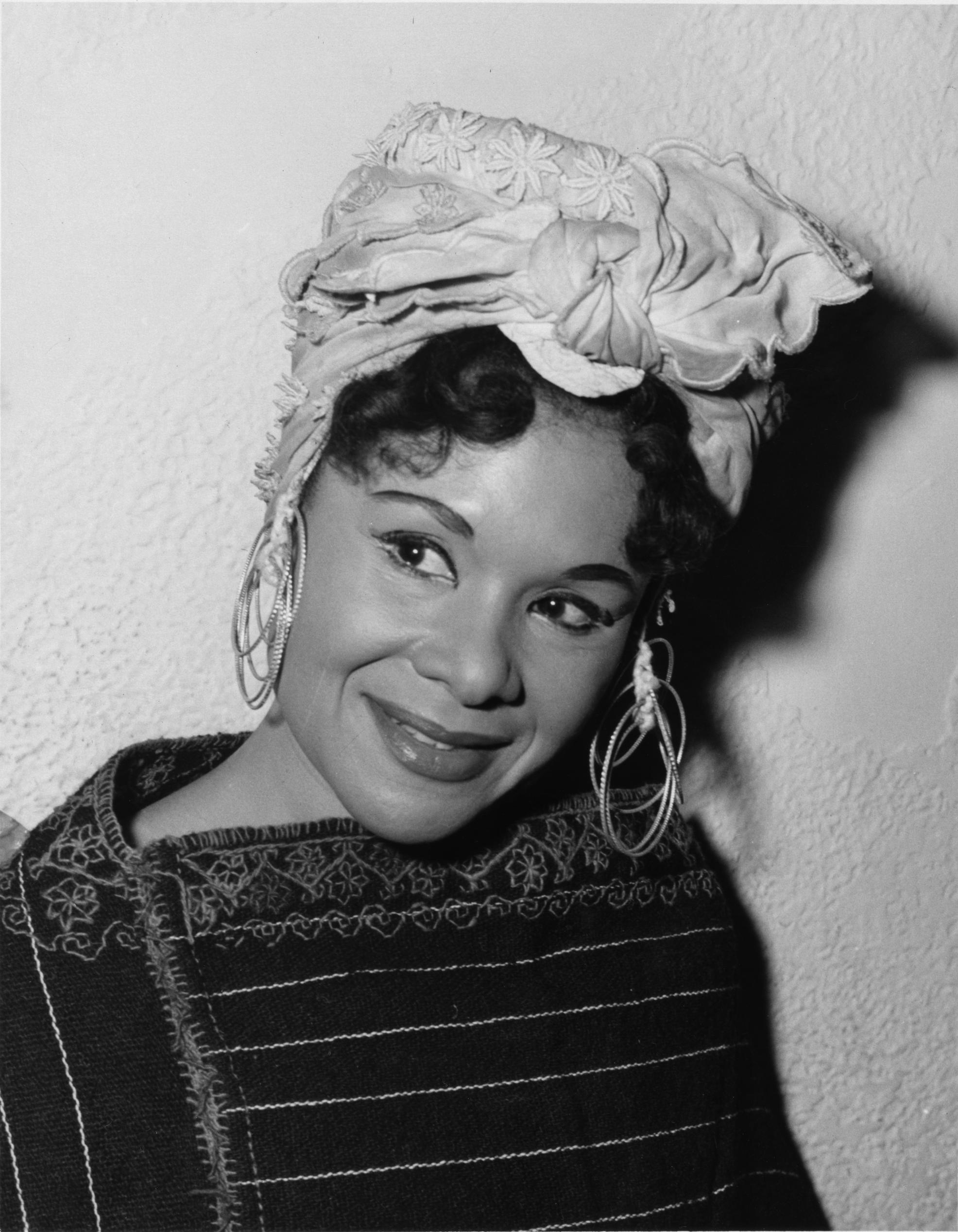
Katherine Dunham

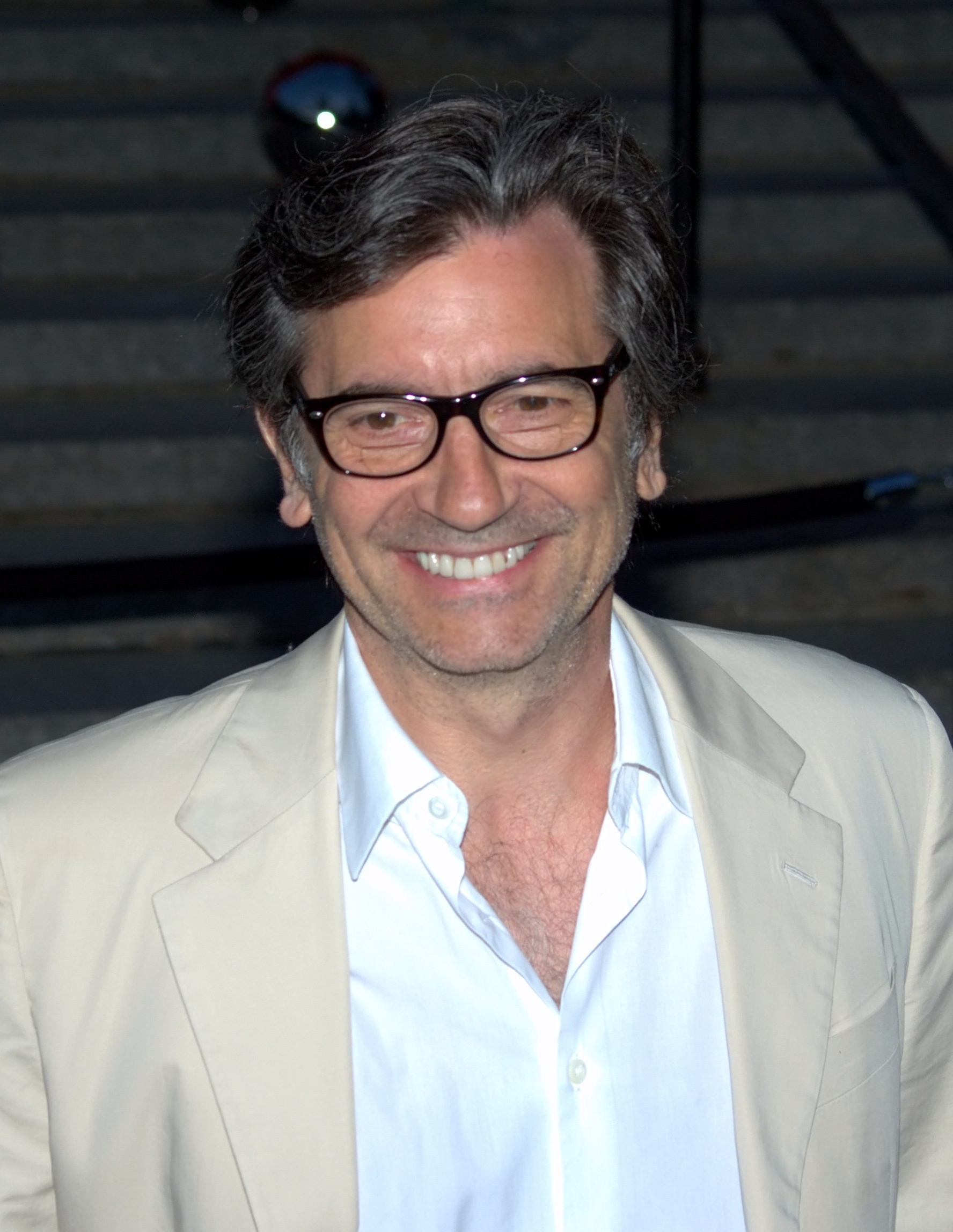
Griffin Dunne, 2010

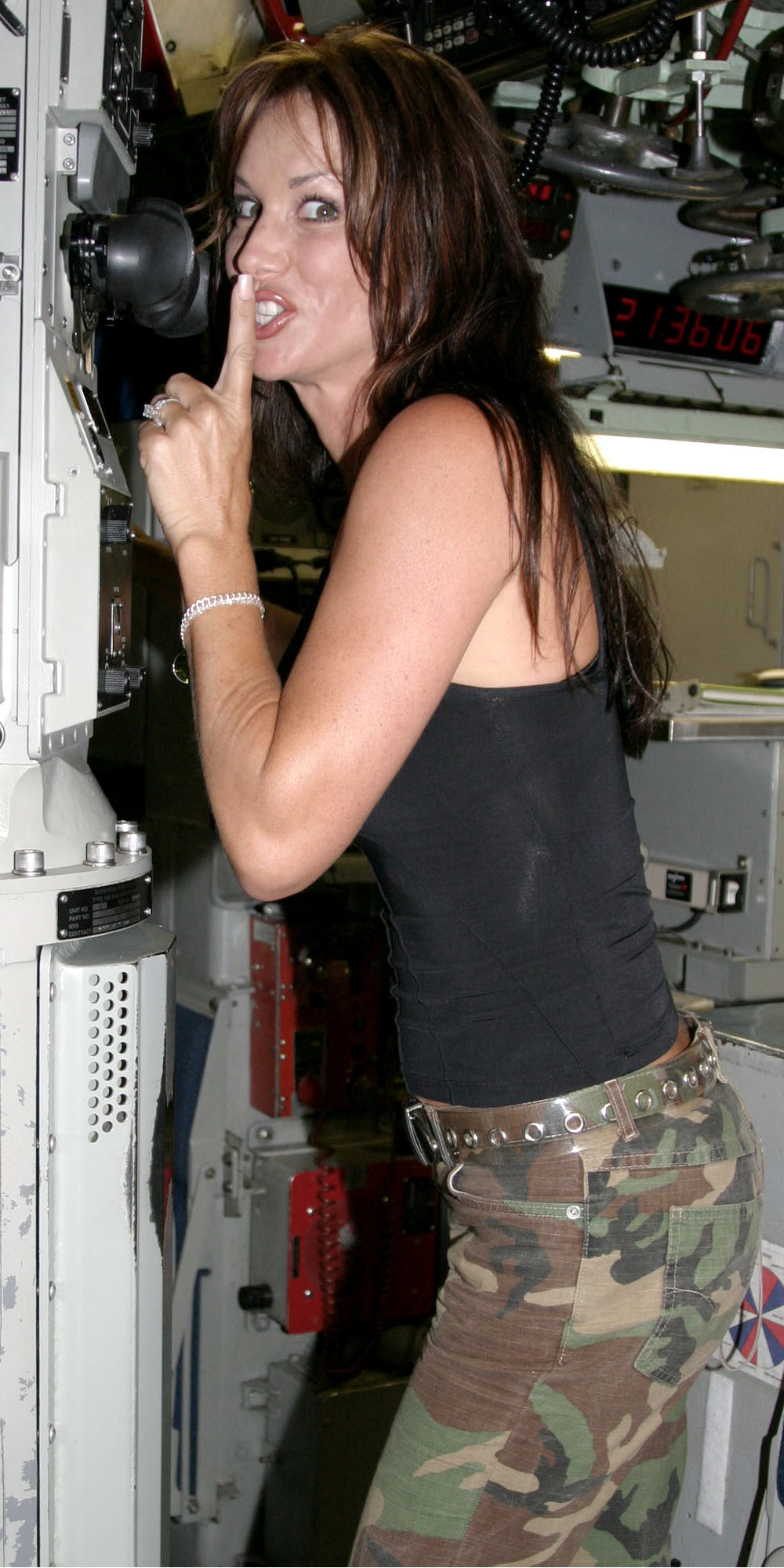
Debbe Dunning

- Hans van Dun (1934-2016), Nederlands politicus
- Henri Dunant (1828-1910), Zwitsers oprichter van het Rode Kruis
- Adrian Dunbar (1958), Brits acteur
- Andrea Dunbar (1961-1990), Brits toneelschrijfster
- Christopher B. Duncan (1974), Amerikaans acteur
- David Duncan (1982), Canadees freestyleskiër
- Isadora Duncan (1878-1927), Amerikaans danseres
- Peter Martin Duncan (1821-1891), Engels paleontoloog en zoöloog
- Sandy Duncan (1946), Amerikaans actrice, filmproducente en scenarioschrijfster
- Ted Duncan (1912-1963), Amerikaans autocoureur
- Iain Duncan Smith (1954), Brits politicus
- Jennifer Dundas (1971), Amerikaans actrice
- Frank Dundr (1957), Oost-Duits roeier
- Jason Dunford (1986), Keniaans zwemmer
- Chris van den Dungen (1959), Nederlands voetballer
- Hans van den Dungen (1961-2023), Nederlands voetballer
- Mari(us) van den Dungen (1936-2016), Nederlands voetballer
- Ruud van den Dungen (1989), Nederlands voetballer
- Wim van den Dungen (1944-2025), Nederlands voetballer
- Katherine Dunham (1909-2006), Amerikaans antropologe, danseres, choreografe, actrice, songwriter en burgerrechtenactiviste
- Hermann von der Dunk (1928-2018), Nederlands historicus
- Thomas von der Dunk (1961), Nederlands historicus
- William Dunker, (1959-2023), Belgische zanger
- Joshua Dunkley-Smith (1989), Australisch roeier
- Antun Dunković (1981), Kroatisch voetballer
- John Boyd Dunlop (1840-1921), Schots uitvinder en industrieel
- Debbie Dunn (1978), Jamaicaans/Amerikaans atlete
- James Dunn (1939-2020), Brits theoloog
- Jourdan Dunn (1990), Brits model
- Kevin Dunn (1956), Amerikaans acteur
- Matthew Dunn (1973), Australisch zwemmer
- Nora Dunn (1952), Amerikaans actrice
- Trieste Kelly Dunn (1981), Amerikaans actrice
- Alex Dunne (2005), Iers autocoureur
- Griffin Dunne (1955), Amerikaans acteur, filmregisseur en filmproducent
- Lukas Dunner (2002), Oostenrijks autocoureur
- Debbe Dunning (1966), Amerikaans actrice
- Johannes Duns Scotus (1266?-1308), Schots theoloog
- Kirsten Dunst (1982), Amerikaans actrice
- John Dunstaple (+1453), Engels componist

## Duo
- Dương Thị Việt Anh (1990), Vietnamees atlete
- Dương Thu Hương (1947), Vietnamees schrijfster

## Dup
- Luc Dupanloup (1945-2000), Belgisch striptekenaar
- Jason Dupasquier (2001-2021), Zwitsers motorcoureur
- François Dupeyron (1950-2016), Frans filmregisseur
- Vikter Duplaix (1969), Amerikaans zanger/producer
- Armand Duplantis (1999), Zweeds atleet
- Frédéric Duplus (1990), Frans voetballer
- Denis Dupont (1993), Belgisch autocoureur
- Hubert Dupont (1980), Frans wielrenner
- Léon Dupont (1881-1956), Belgisch atleet
- Danièle Dupré (?), Frans zangeres
- Jos Dupré (1928), Belgisch politicus
- Louis Karel Dupré (1925-2022), Belgisch filosoof en hoogleraar
- Marcel Dupré (1886-1971), Frans componist en organist
- Melissa Dupré (1986), Belgisch atlete
- Steven Dupré (1967), Belgisch stripauteur en illustrator
- Victor Dupré (1884-1938), Frans wielrenner
- Heleen Dupuis (1945), Nederlands medisch-ethica en politica
- Sylvain Dupuis (1856-1931), Belgisch dirigent, componist en muziekpedagoog
- Toon Dupuis (1877-1937), Belgisch-Nederlands beeldhouwer
- Dominique Dupuy (1957), Frans autocoureur
- Firmin Dupulthys (1944-2025), Belgisch politicus
- Guillaume Dupuytren (1777-1835), Frans chirurg

## Duq
- Leonardo Duque (1980), Colombiaans wielrenner
- Antoine Duquesne (1941-2010), Belgisch politicus

## Dur

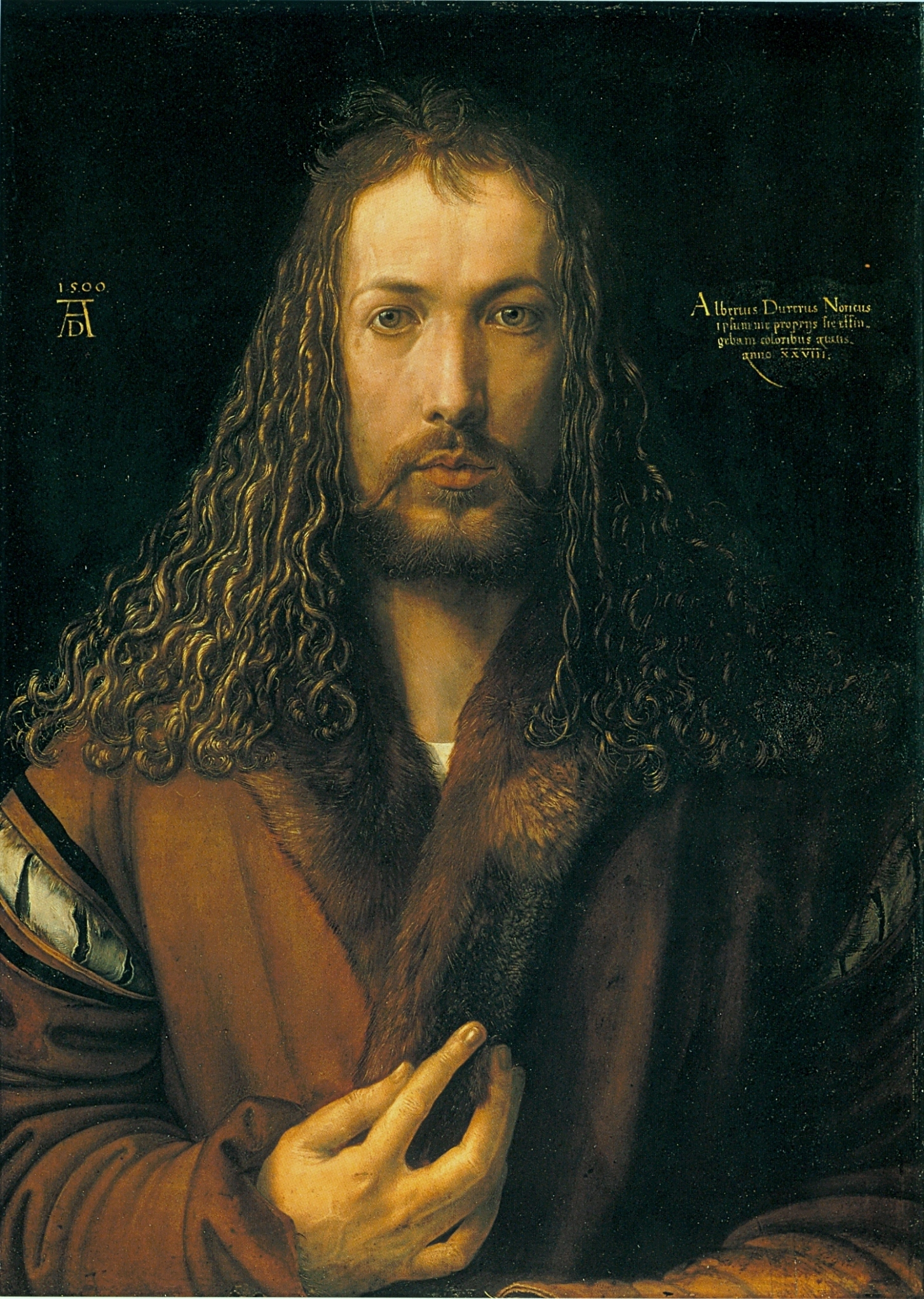
Albrecht Dürer
zelfportret

- Jorge Pérez Durán (1980), Mexicaans voetbalscheidsrechter
- Sixto Durán-Ballén (1921-2016), president van Ecuador
- Kevin Durand (1974), Canadees acteur
- Adrian Durant (1984), atleet van de Amerikaanse Maagdeneilanden
- William Durant (1861-1947), Amerikaans automobielpionier
- Luke Durbridge (1991), Australisch wielrenner
- Hendrik Jan van Duren (1937-2008), Nederlands boer en politicus
- Albrecht Dürer (1471-1528), Duits schilder
- Louis Durey (1888-1979), Frans componist
- Thomas D'Urfey (1653-1723), Brits dichter, componist en hofnar
- Igor Đurić (1985), Servisch voetballer
- Gordon Durie (1965), Schots voetballer
- Joshua Dürksen (2003), Paraguayaans-Duits autocoureur
- Bernd Dürnberger (1953), Duits voetballer
- Jan Durnez (1953), Belgisch politicus
- Lena Dürr (1991), Duits alpineskiester
- Samuel Durrance (1943-2023), Amerikaans ruimtevaarder
- Friedrich Dürrenmatt (1921-1990), Zwitsers schrijver
- Michael Dürsch (1957), West-Duits roeier
- Maurice Duruflé (1902-1986), Frans componist
- Ian Dury (1942-2000), Brits zanger, liedjesschrijver en bandleider

## Dus

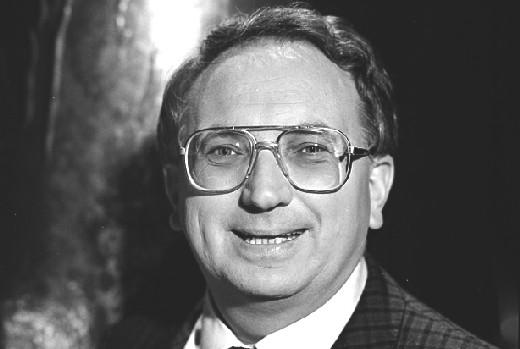
Frans van Dusschoten

- Eliza Dushku (1980), Amerikaans actrice
- Carlo Dusio (1922-2006), Italiaans autocoureur
- Piero Dusio (1899-1975), Italiaans autocoureur
- Frans van Dusschoten (1933-2005), Nederlands imitator en conferencier

## Dut
- Rodrigo Duterte (1945), Filipijns politicus
- Henri Dutilleux (1916-2013), Frans componist en muziekpedagoog
- Charles Dutoit (1936), Zwitsers dirigent
- Marc Dutroux (1956), Belgisch misdadiger
- Marie Dutry-Tibbaut (1871-1953), Belgisch kunstschilderes
- Sanjay Dutt (1959), Indiaas acteur
- Joe Duttine (1970), Brits acteur
- Tim Dutton (1964), Brits acteur
- William Dutton (1989), Canadees langebaanschaatser

## Duu
- Gilles Pieter Duuring (1907-1942), Nederlands huisarts en verzetsman
- Jan Coenraad Duuring (1779-1834), Nederlands militair

## Duv
- François Duvalier (1907-1971), president en dictator van Haïti
- Frank Duval (1940), Duits zanger
- Helen Duval (1965), Nederlands pornoactrice en -producent
- Loïc Duval (1982), Frans autocoureur
- Thibaut Duval (1979), Belgisch atleet
- Yves Duval (1934-2009), Belgisch stripscenarioschrijver en journalist
- Jean-Claude Duvalier (1951-2014), dictator van Haïti
- Robert Duvall (1931), Amerikaans acteur
- Shelley Duvall (1949-2024), Amerikaans actrice
- Wayne Duvall (1958), Amerikaans acteur
- Christian de Duve (1917-2013), Belgisch bioloog en Nobelprijswinnaar
- Robin Duvillard (1983), Frans langlaufer
- Lieven Duvosel (1877-1956), Belgisch componist, dirigent en Vlaams activist

## Duw
- Désiré Duwaerts (1850-1901), Belgisch beeldhouwer
- Desiree Duwel (1963-2012), Nederlands scenarioschrijver

## Dux
- Graham Duxbury (1955), Zuid-Afrikaans autocoureur

## Duy

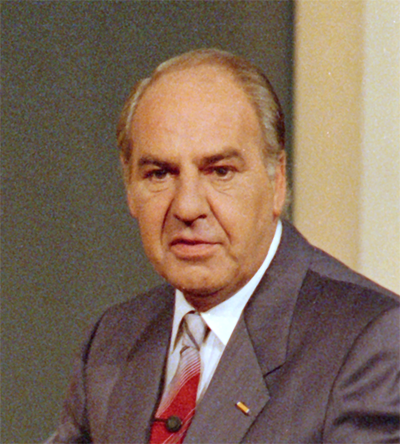
Willem Duys

- Jan Willem Duyff (1907-1969), Nederlands arts en verzetsstrijder
- Gerrit van Duyl (1888-1952), Nederlands theoloog en nationaalsocialistisch politicus
- Willem Duyn (1937-2004), Nederlands zanger
- Willem Duys (1928-2011), Nederlands radio- en televisiepresentator en muziekproducent
- Claire Duysburgh (1899-1980), Belgisch feministe
- Louis Duysburgh (1891-1959), Belgisch politicus
- Willem Cornelisz. van Duyvenbode (1542-1616), Nederlands organist en luitspeler, bekend vanwege Leidens ontzet